# Reflexe (umělecké dílo)

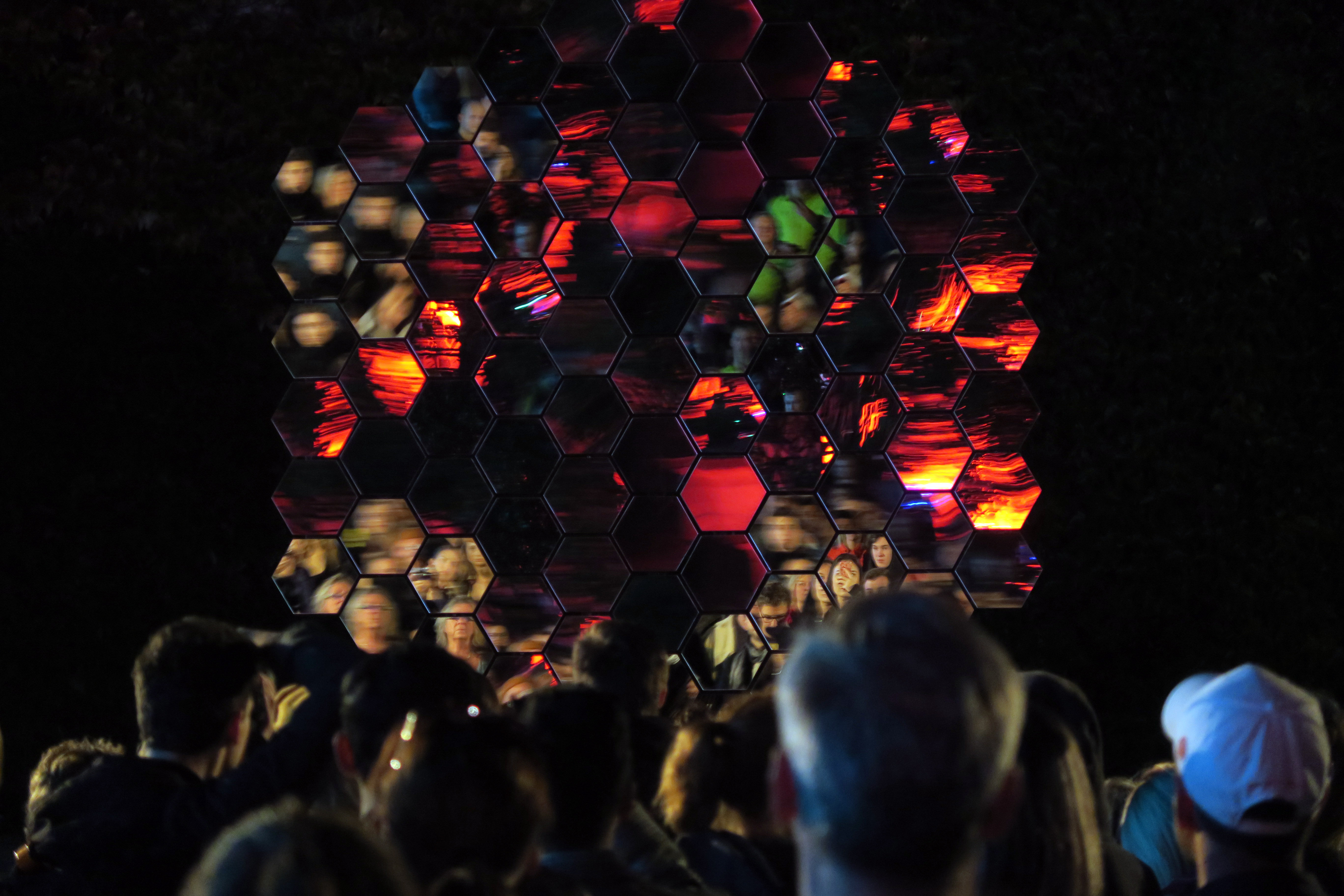
Umělecké dílo Reflexe zachycené během výstavy v zahradě Anežského kláštera v Praze v rámci Signal festivalu 2019.

Reflexe je kinetické umělecké dílo z roku 2019, jehož autory jsou Petr Vacek a Adam Cigler.
Jde o soustavu 91 pohyblivých programovatelných zrcadel uspořádaných do tvaru šestiúhelníku s celkovým průměrem přibližně 350 cm. Zrcadla se pohybují na základě animačního programu vytvořeného autory pro konkrétní prostor, ve kterém je dílo umístěno, a jejich pohyb je doprovázen hudbou a vhodným nasvícením okolí. Instalace se proto řadí mezi site specific audiovizuální kinetické umění nových médií.
Hlavním principem této skulptury je záměrná transformace odrazu.

## Vznik díla
Dílo vzniklo díky otevřené umělecké soutěži Signal Calling 2019 pořádané Signal Festivalem v partnerství s komunitní dílnou Průša Lab. Návrh autorů zvítězil mezi devatenácti projekty a byl vybrán pro realizaci a následné vystavení v rámci Signal Festivalu 2019. Člen hodnotící poroty Matěj Valšánek mimo jiné uvedl, že "z obsahového hlediska nás instalace zaujala využitou technologií a interakcí nejen s okolím, do kterého bude umístěna, ale i možnou interaktivitou s návštěvníky festivalu".
Samotná výroba zabrala téměř šest měsíců a probíhala od dubna do října roku 2019 v dílně Průša Lab. Kromě umělců samotných se na ní podílela celá řada specialistů, například maker Matěj Suchánek, programátor Bob Heida, odborník na 3D tisk Michal Trnečka, dílenští mistři Jan Hanzelka a Dalibor Souček či statik Martin Múčka a také několik dobrovolníků.

## Umělecký koncept
Dílo samo o sobě nemá význam. Stává se kompletní až ve chvíli, kdy jej pozoruje divák, jehož odraz v zrcadlech je postupně proměňován, fragmentován a dáván do nečekaných souvislostí. Kromě esteticky působivého zážitku tak vzniká prostor pro zamyšlení, zdali je jedinec součástí společnosti fungující jako celek nebo existuje pouze jako její fragment, který nikam nepatří a není ukotven. Instalace tak zkoumá pouto mezi jedincem a společností a reflektuje jejich vzájemný vztah.

## Konstrukce
Při výrobě díla byly z velké části využity výhody digitální fabrikace, tedy výrobního procesu využívajícího data, nikoliv 2D výkresy.
Zrcadla jsou připevněna na pohyblivé moduly vyrobené pomocí 3D tisku. Tyto moduly nese překližková deska vyřezaná na CNC frézce. Nosnou konstrukci pak tvoří ocelový rám s podnoží.
O pohyb každého zrcadla se starají dva servo motory. Dohromady jde o 182 servomotorů, které jsou navzájem synchronizované a řízené pomocí mikropočítačů Raspberry Pi. Celá skulptura je navržena jako samostatná, nezávislá na vnějších vstupech kromě elektřiny a je schopna ovládat osvětlení scény pomocí rozhraní Art-Net.

## Výstavy

### Signal Festival 2019
Dílo Reflexe bylo vystaveno ve dnech 10. - 13. října 2019 v zahradách Anežského kláštera. Kurátorem výstavy Reflexe byl Marek Šilpoch a technickou produkci zajistil Ondřej Kašpárek. Hudební doprovod expozice složili Matyáš Cigler a Jonáš Rosůlek. Expozici navštívilo během čtyřech dnů podle odhadu více než 67 000 návštěvníků.

### Maker Faire Brno 2019
Krátká výstava v rámci prvního ročníku brněnského festivalu Maker Faire na výstavišti BVV Brno ve dnech 19. - 20. října 2019.